# Complexul carstic de la Ponoarele
Complexul carstic de la Ponoarele este o arie protejată de interes național ce corespunde categoriei a IV-a IUCN (rezervație naturală de tip geologic și peisagistic) situată în județul Mehedinți, pe teritoriul administrativ al comunei Ponoarele.

## Localizare
Aria naturală întinsă pe o suprafață de 100 hectare se află în extremitatea nord-estică a județului Mehedinți (în Podișul Mehedinți), aproape de limita teritorială cu județul Gorj. Aria protejată se învecinează la sud cu rezervația naturală Pădurea de liliac Ponoarele și este străbătută de drumul județean (DJ670) care leagă orașul Drobeta Turnu-Severin de Baia de Aramă.

## Descriere
Rezervația naturală a fost declarată arie protejată prin Legea Nr.5 din 6 martie 2000 (privind aprobarea Planului de amenajare a teritoriului național - Secțiunea a III-a - zone protejate) și este inclusă în Geoparcul Platoul Mehedinți.
Complexul carstic de la Ponoarele reprezintă o zonă deluroasă cu înălțimi domoale (constituite din șisturi cristaline și calcare atribuite Jurasicului), formațiuni geologice (fenomene carstice) rare (Podul lui Dumnezeu, pod natural), doline, lapiezuri (Câmpul de Lapiezuri) , văi, cheiuri, lacuri (Lacul Zătonul Mare, Lacul Zătonul Mic), peșteri (Peștera Ponoarele); cu păduri (Pădurea Lapiezuri) și pajiști ce adăpostesc o mare varietate de faună și floră specifică podișului mehedințean. Rezervația naturală se suprapune sitului Natura 2000 - Platoul Mehedinți.

## Biodiversitate
Rezervația naturală a fost înființat în scopul protejării biodiversității și menținerii într-o stare de conservare favorabilă a florei și faunei sălbatice aflate în Podișul Mehedințiului. 

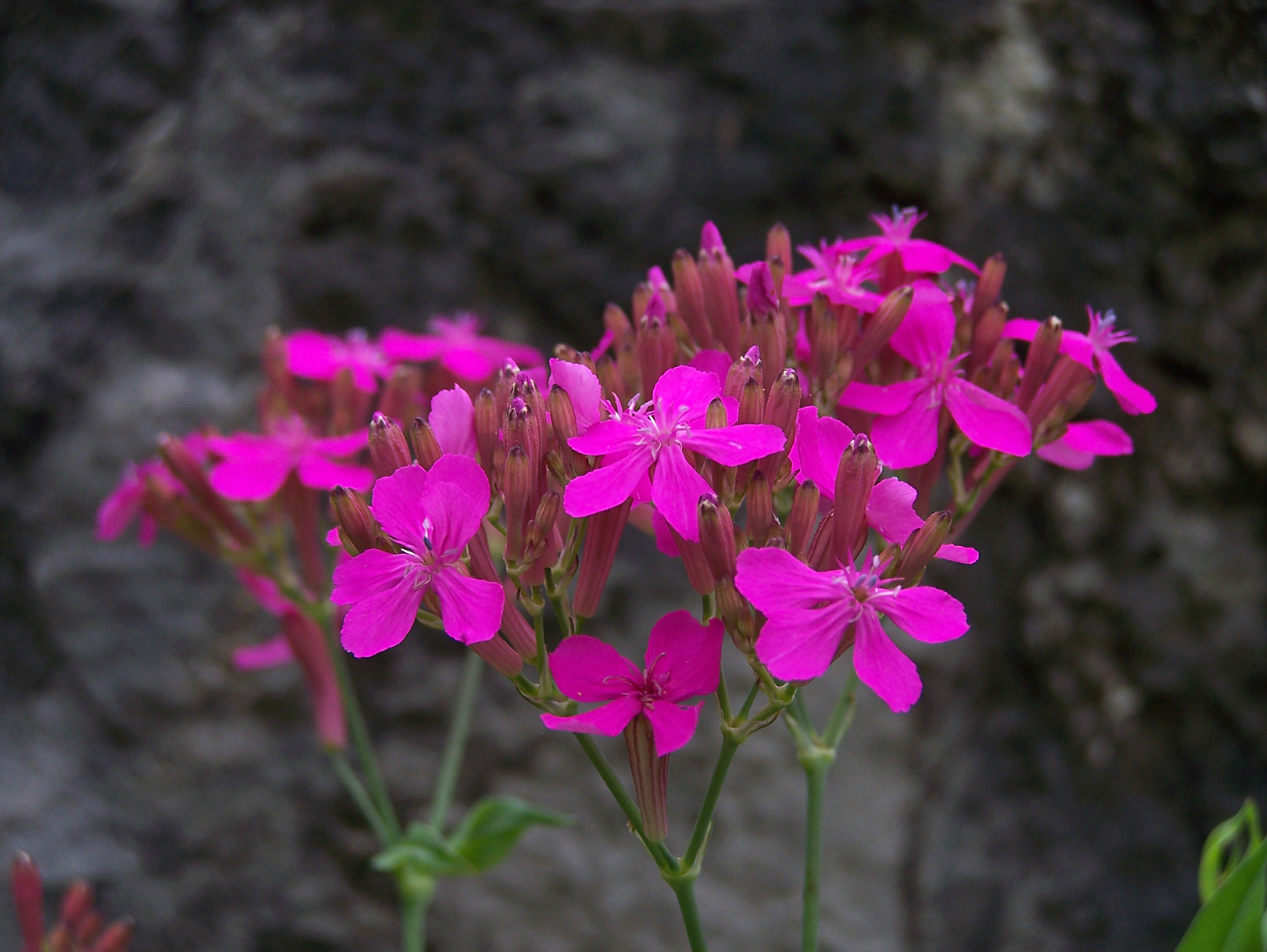
Milițea roșie (Silene armeria)

Flora este constituită din arbori și arbusti, în cea mai mare parte cu specii de fag (Fagus sylvatica) și gorun (Quercus petraea) în asociere cu mojdrean (Fraxinus ornus), corn (Cornus mas), cărpiniță (Carpinus orientalis), lemn câinesc (Ligustrum vulgare), liliac sălbatic (Syringa vulgaris), păducel (Craraegus monogyna) sau vișin turcesc (Prunus mahaleb).
La nivelul ierburilor sunt întâlnite elemente floristice cu specii de: drob (Chamaectysus albus și Chamaectysus ratisboensis), crăpușnic (Cirisum furiens), luminoasă (Clamatis recta), salvie (Salvia amplexicaulis), milițea roșie (Silene armeria), o orhidee din specia Spiranthes spiralis, untul-vacii (Orchis mario), pribolnic (Orchis sima) sau  lucernă (Medicago arabica). 
Fauna este reprezentată de mamifere cu specii de: lup (Canis lupus), vulpe (Vulpes vulpes cricigera), iepure de câmp (Lepus europaeus), veveriță roșie (Sciurus vulgaris); păsări: ciocănitoare (Melanerpes carolinus), sticlete (Carduelis carduelis), codobatură (Motacilla alba), pitulice (Sylvia nisoria), pupăză (Upupa epops); reptile și amfibieni: viperă cu corn (Vipera ammodytes), șopârlă de câmp (Podarsis laurica), broască-țestoasă de uscat (Testudo hernmanni), salamandră (Salamandra salamandra).

## Căi de acces
- Drumul național DN67 pe ruta: Drobeta Turnu-Severin - Malovăț, se intră în stânga pe drumul județean DJ670 pe direcția Bâlvănești - Balta - Ponoarele
- Drumul județean DJ670 pe ruta Baia de Aramă - Ponoarele

## Galerie de imagini

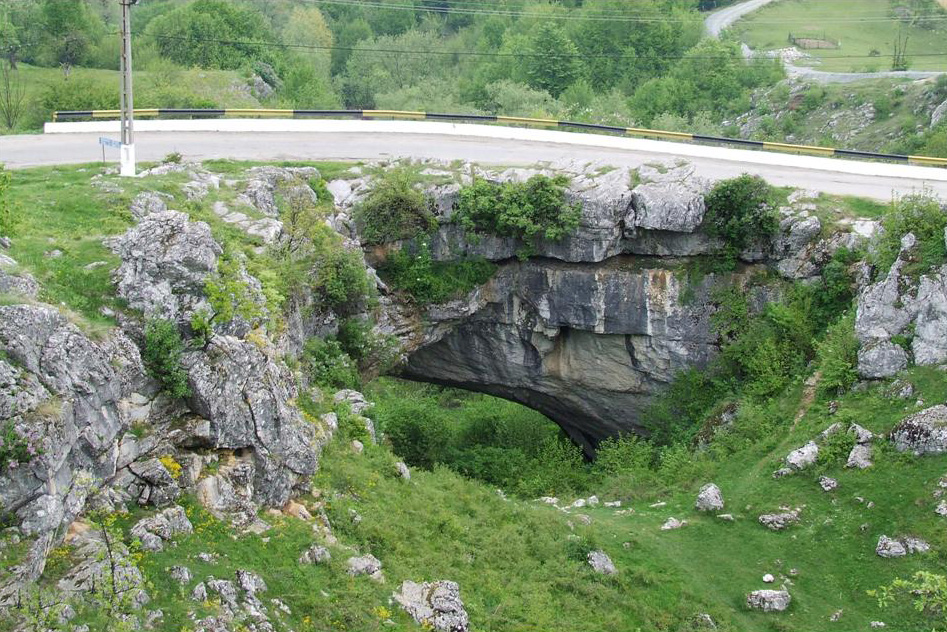
Podul lui Dumnezeu
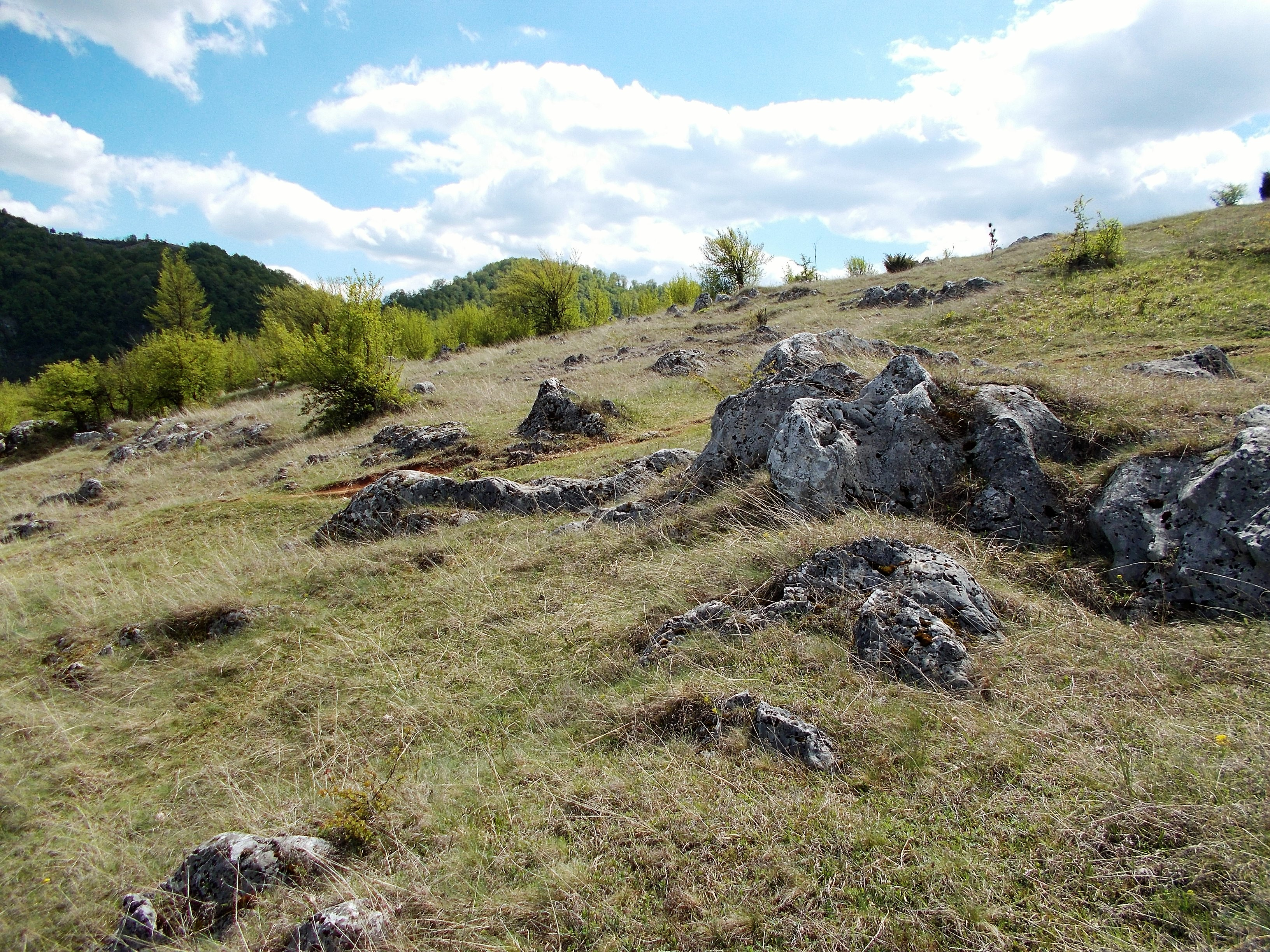
Câmpul de Lapiezuri
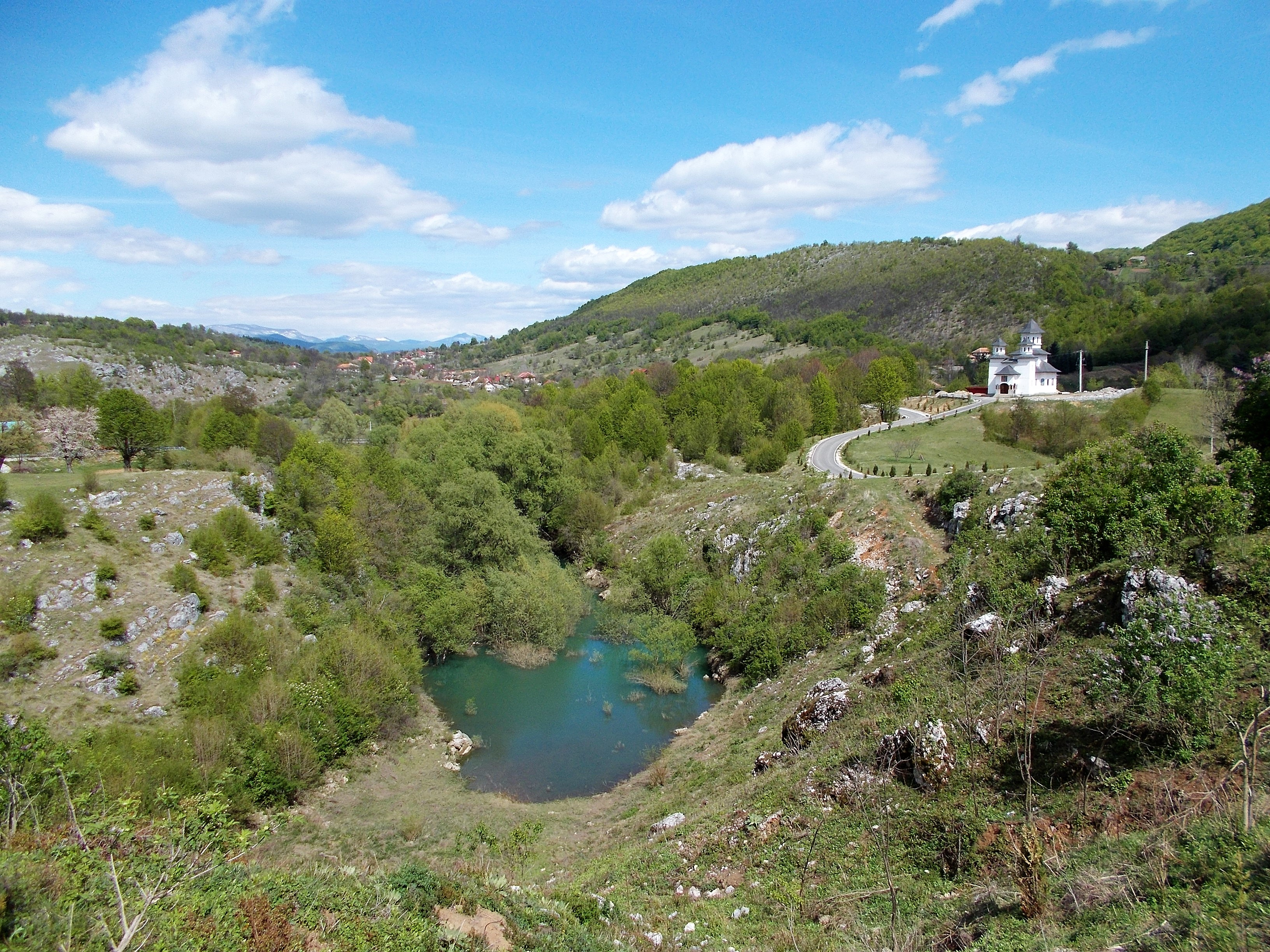
Lacul Zătonu Mic
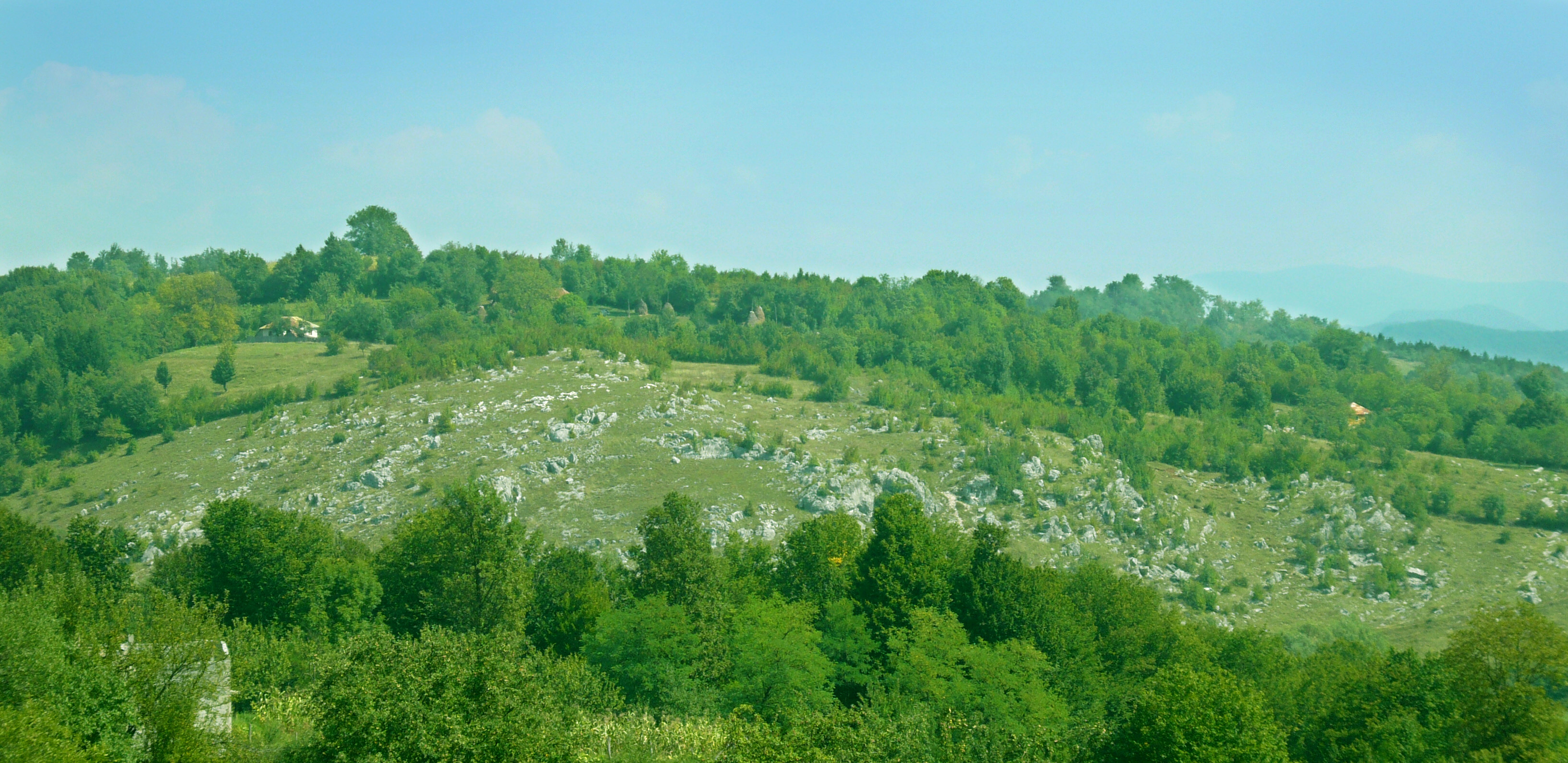
Relief carstic